# Arthur River (Indischer Ozean)
Der Arthur River ist ein Fluss im Nordwesten des australischen Bundesstaates Tasmanien.

## Geografie

### Flusslauf
Der Fluss entspringt rund fünf Kilometer westlich der Kleinstadt Waratah im Nordwestteil der Insel und fließt zunächst in nördliche Richtung. Nördlich des Savage-River-Nationalparks wendet er seinen Lauf nach Nordwesten, verläuft an der Südwestflanke der Campbell Range entlang und biegt dann nach Westen ab. Beim Ort Arthur River mündet er in den Indischen Ozean.

### Nebenflüsse mit Mündungshöhen
- Waratah River – 317 m
- Deep Gully Creek – 290 m
- Wandle River – 268 m
- Goldfind Creek – 236 m
- Parrawe Creek – 228 m
- Hellyer River – 196 m
- Campbell Rivulet – 179 m
- Keith River – 158 m
- Lyons River – 138 m
- Cann Creek – 138 m
- Neasey Creek  – 122 m
- Providence Creek – 103 m
- Holder Rivulet – 96 m
- Dollie Creek – 90 m
- Boundary Creek – 89 m
- Lawson Rivulet – 66 m
- Rapid River – 63 m
- Julius River – 51 m
- Blackwater Rivulet – 34 m
- Stephens Rivulet – 32 m
- Ekberg Creek – 30 m
- Salmon River – 24 m
- Frankland River – 23 m
- Warra Creek – 22 m
- Sky Creek – 16 m[1]

## Namensgebung
Er ist nach Sir George Arthur benannt, der von 1824 bis 1836 Gouverneur von Van-Diemens-Land war.

## Wirtschaft
Die Gegend um den Arthur River ist nur dünn besiedelt und wurde ursprünglich für den Holzeinschlag und die Fischerei genutzt. Heute ist sie hauptsächlich ein Ziel für Touristen.
An der Küste, nahe der Mündung des Arthur River, steht ein Schild mit einem Gedicht des Tourismuspioniers Brian Inder mit dem Titel The Edge of the World. North West Coast Tasmania. Inder bezieht sich auf die Küstenlinie bei der Stadt Arthur River, die regelmäßig von den Stürmen der Roaring Forties gestreift wird.
On the coast near the mouth of the Arthur River is a plaque titled The Edge of the World. Northwest Coast Tasmania (dt.: Ende der Welt – Nordwestküste Tasmaniens).